# Batería de nanobolas
Una batería de nanobolas es un nuevo tipo de batería de iones de litio que pueden tanto cargarse y descargarse mucho más rápido que las que están actualmente en producción y que ha sido creada por científicos en el Instituto de Tecnología de Massachusetts. La porción de cátodo de la batería se compone de bolas de tamaño nanométrico de fosfato de hierro de litio y las baterías se pueden cargar mucho más rápido debido a que las nanobolas de ion de litio transmiten electrones a la superficie del cátodo a un ritmo mucho más alto. 
La tecnología también puede permitir baterías más pequeñas, ya que el material del cátodo se degrada a un ritmo más lento que en las baterías actuales en producción.  También será posible que las baterías sean un poco más voluminosas, debido a que las nanobolas están construidas con una gran cantidad de carbono para ayudar a conducir la corriente desde los electrodos. 
Los científicos acreditados son Byoungwoo Kang y Gerbrand Ceder.